# Premijer Liga 2009/10
Die Premijer Liga 2009/10, die einem Sponsorenvertrag zufolge auch BHT Premijer Liga genannt wird, war die zehnte Spielzeit der höchsten bosnisch-herzegowinischen Spielklasse der Männer. Sie begann am 1. August 2009 und endet am 22. Mai 2010 mit der 30. Ligarunde. Auftaktspiel waren die Spiele zwischen dem FK Velež Mostar und NK Travnik, FK Laktaši und FK Borac Banja Luka, FK Leotar Trebinje und FK Rudar Prijedor sowie NK Zvijezda Gradačac und HŠK Zrinjski Mostar.
Aufsteiger waren der FK Olimpik Sarajevo und der FK Rudar Prijedor, welche die Vereine NK Posušje und HNK Orašje, welche in der Saison 2008/09 abgestiegen waren, ersetzten.

## Modus
In der Saison 2009/10 traten wie in vergangenen Jahren sechzehn Klubs in insgesamt 30 Runden gegeneinander an. Jedes Team spielte hierbei einmal zu Hause und einmal auswärts gegen jedes der fünfzehn anderen Teams. In der Premijer Liga spielten die sechzehn Teams um vier internationale Startplätze, einen Champions-League-Platz, sowie zwei Europa-League-Plätze über die Platzierung und einen für den Pokalsieger. Darüber hinaus mussten die zwei Letztplatzierten in die zweithöchste Liga, die Erste Liga, absteigen.

## Fan-Ausschreitungen
Am 4. Oktober 2009 kam es vor dem Spiel zwischen NK Široki Brijeg und dem FK Sarajevo zu massiven Ausschreitungen zwischen den jeweiligen Fangruppen, bei denen ein Anhänger des FK Sarajevo ums Leben kam und 18 Polizisten, sowie 15 Anhänger beider Vereine verletzt wurden.

## Abschlusstabelle
| Pl. | Verein                  | Sp. | S  | U | N  | Tore    | Diff. | Punkte |
| --- | ----------------------- | --- | -- | - | -- | ------- | ----- | ------ |
| 1.  | FK Željezničar Sarajevo | 30  | 18 | 7 | 5  | 052:220 | +30   | 61     |
| 2.  | NK Široki Brijeg        | 30  | 16 | 7 | 7  | 046:270 | +19   | 55     |
| 3.  | FK Borac Banja Luka     | 30  | 17 | 2 | 11 | 037:290 | +8    | 53     |
| 4.  | HŠK Zrinjski Mostar (M) | 30  | 15 | 6 | 9  | 046:330 | +13   | 51     |
| 5.  | FK Sarajevo             | 30  | 14 | 8 | 8  | 043:250 | +18   | 50     |
| 6.  | FK Olimpic Sarajevo (N) | 30  | 12 | 8 | 10 | 030:340 | −4    | 44     |
| 7.  | FK Velež Mostar         | 30  | 13 | 4 | 13 | 042:330 | +9    | 43     |
| 8.  | FK Sloboda Tuzla        | 30  | 13 | 3 | 14 | 030:340 | −4    | 42     |
| 9.  | NK Travnik              | 30  | 11 | 6 | 13 | 040:410 | −1    | 39     |
| 10. | FK Leotar Trebinje      | 30  | 11 | 5 | 14 | 032:480 | −16   | 38     |
| 11. | FK Rudar Prijedor (N)   | 30  | 11 | 5 | 14 | 027:320 | −5    | 38     |
| 12. | NK Zvijezda Gradačac    | 30  | 11 | 4 | 15 | 035:470 | −12   | 37     |
| 13. | NK Čelik Zenica         | 30  | 10 | 5 | 15 | 033:370 | −4    | 35     |
| 14. | FK Slavija Sarajevo (P) | 30  | 10 | 5 | 15 | 032:460 | −14   | 35     |
| 15. | FK Laktaši              | 30  | 10 | 4 | 16 | 038:460 | −8    | 34     |
| 16. | FK Modriča Maxima       | 30  | 7  | 3 | 20 | 028:570 | −29   | 24     |

| (M) | amtierender bosnischer Meister     |
| (P) | amtierender bosnischer Pokalsieger |
| (N) | Neuaufsteiger der letzten Saison   |

### 1. Durchgang
| Datum      | 1. Runde                            | Ergebnis |
| ---------- | ----------------------------------- | -------- |
| 01.08.2009 | Velež Mostar – NK Travnik           | 5:0      |
| 01.08.2009 | FK Laktaši – Borac Banja Luka       | 0:2      |
| 01.08.2009 | Leotar Trebinje – FK Rudar          | 1:0      |
| 01.08.2009 | Zvijezda Gradačac – Zrinjski Mostar | 2:0      |
| 01.08.2009 | Olimpik Sarajevo – Modriča Maksima  | 2:2      |
| 01.08.2009 | Čelik Zenica – Željezničar Sarajevo | 0:1      |
| 02.08.2009 | FK Sarajevo – Sloboda Tuzla         | 1:1      |
| 26.08.2009 | Široki Brijeg – Slavija Sarajevo    | 0:0      |

| Datum      | 4. Runde                               | Ergebnis |
| ---------- | -------------------------------------- | -------- |
| 22.08.2009 | NK Travnik – Slavija Sarajevo          | 3:0      |
| 22.08.2009 | FK Rudar – Zvijezda Gradačac           | 3:0      |
| 22.08.2009 | Sloboda Tuzla – Čelik Zenica           | 2:1      |
| 22.08.2009 | Modriča Maksima – Leotar Trebinje      | 2:1      |
| 22.08.2009 | Velež Mostar – FK Laktaši              | 4:1      |
| 22.08.2009 | Borac Banja Luka – Široki Brijeg       | 3:2      |
| 23.08.2009 | Željezničar Sarajevo – Zrinjski Mostar | 1:1      |
| 13.10.2009 | Olimpik Sarajevo – FK Sarajevo         | 1:1      |

| Datum      | 7. Runde                            | Ergebnis |
| ---------- | ----------------------------------- | -------- |
| 19.09.2009 | FK Laktaši – NK Travnik             | 0:0      |
| 19.09.2009 | Leotar Trebinje – FK Sarajevo       | 1:0      |
| 19.09.2009 | Čelik Zenica – Olimpik Sarajevo     | 1:2      |
| 19.09.2009 | Široki Brijeg – Velež Mostar        | 2:0      |
| 19.09.2009 | Zvijezda Gradačac – Modriča Maksima | 0:1      |
| 19.09.2009 | Zrinjski Mostar – Sloboda Tuzla     | 2:0      |
| 19.09.2009 | Slavija Sarajevo – Borac Banja Luka | 0:1      |
| 19.09.2009 | Željezničar Sarajevo – FK Rudar     | 1:1      |

| Datum      | 10. Runde                              | Ergebnis |
| ---------- | -------------------------------------- | -------- |
| 17.10.2009 | NK Travnik – Borac Banja Luka          | 2:0      |
| 17.10.2009 | Sloboda Tuzla – FK Rudar               | 1:0      |
| 17.10.2009 | Modriča Maksima – Željezničar Sarajevo | 2:1      |
| 17.10.2009 | Velež Mostar – Slavija Sarajevo        | 4:2      |
| 17.10.2009 | FK Sarajevo – Zvijezda Gradačac        | 1:0      |
| 17.10.2009 | FK Laktaši – Široki Brijeg             | 1:2      |
| 17.10.2009 | Leotar Trebinje – Čelik Zenica         | 2:1      |
| 18.10.2009 | Olimpik Sarajevo – Zrinjski Mostar     | 1:0      |

| Datum      | 13. Runde                          | Ergebnis |
| ---------- | ---------------------------------- | -------- |
| 07.11.2009 | Zvijezda Gradačac – Čelik Zenica   | 1:0      |
| 07.11.2009 | Željezničar Sarajevo – FK Sarajevo | 1:2      |
| 07.11.2009 | FK Rudar – Olimpik Sarajevo        | 3:1      |
| 07.11.2009 | Borac Banja Luka – Velež Mostar    | 2:0      |
| 07.11.2009 | Sloboda Tuzla – Modriča Maksima    | 1:2      |
| 08.11.2009 | Slavija Sarajevo – FK Laktaši      | 3:1      |
| 08.11.2009 | Zrinjski Mostar – Leotar Trebinje  | 3:0      |
| 08.11.2009 | Široki Brijeg – NK Travnik         | 1:0      |

| Datum      | 2. Runde                             | Ergebnis |
| ---------- | ------------------------------------ | -------- |
| 08.08.2009 | NK Travnik – Zrinjski Mostar         | 3:3      |
| 08.08.2009 | FK Rudar – Čelik Zenica              | 1:1      |
| 08.08.2009 | Sloboda Tuzla – FK Laktaši           | 2:4      |
| 08.08.2009 | Velež Mostar – Olimpik Sarajevo      | 4:1      |
| 08.08.2009 | Borac Banja Luka – Leotar Trebinje   | 2:0      |
| 09.08.2009 | Slavija Sarajevo – Zvijezda Gradačac | 2:0      |
| 09.08.2009 | Modriča Maksima – FK Sarajevo        | 3:0      |
| 09.08.2009 | Željezničar Sarajevo – Široki Brijeg | 1:0      |

| Datum      | 5. Runde                                | Ergebnis |
| ---------- | --------------------------------------- | -------- |
| 29.08.2009 | FK Laktaši – Olimpik Sarajevo           | 4:0      |
| 29.08.2009 | Leotar Trebinje – Velež Mostar          | 0:1      |
| 29.08.2009 | Čelik Zenica – Modriča Maksima          | 1:0      |
| 29.08.2009 | Zvijezda Gradačac – Borac Banja Luka    | 1:1      |
| 30.08.2009 | Slavija Sarajevo – Željezničar Sarajevo | 1:1      |
| 30.08.2009 | Široki Brijeg – Sloboda Tuzla           | 2:0      |
| 30.08.2009 | Zrinjski Mostar – FK Rudar              | 3:1      |
| 31.08.2009 | FK Sarajevo – NK Travnik                | 2:1      |

| Datum      | 8. Runde                                | Ergebnis |
| ---------- | --------------------------------------- | -------- |
| 26.09.2009 | NK Travnik – FK Rudar                   | 1:0      |
| 26.09.2009 | Sloboda Tuzla – Slavija Sarajevo        | 1:0      |
| 26.09.2009 | Modriča Maksima – Zrinjski Mostar       | 1:2      |
| 26.09.2009 | Velež Mostar – Zvijezda Gradačac        | 4:0      |
| 26.09.2009 | FK Laktaši – Leotar Trebinje            | 0:1      |
| 26.09.2009 | Borac Banja Luka – Željezničar Sarajevo | 2:0      |
| 26.09.2009 | FK Sarajevo – Čelik Zenica              | 3:1      |
| 27.09.2009 | Olimpik Sarajevo – Široki Brijeg        | 0:1      |

| Datum      | 11. Runde                           | Ergebnis |
| ---------- | ----------------------------------- | -------- |
| 24.10.2009 | Čelik Zenica – NK Travnik           | 2:1      |
| 24.10.2009 | Zvijezda Gradačac – FK Laktaši      | 4:1      |
| 24.10.2009 | Željezničar Sarajevo – Velež Mostar | 1:0      |
| 24.10.2009 | FK Rudar – Modriča Maksima          | 1:0      |
| 24.10.2009 | Borac Banja Luka – Sloboda Tuzla    | 1:0      |
| 25.10.2009 | Široki Brijeg – Leotar Trebinje     | 4:1      |
| 25.10.2009 | Slavija Sarajevo – Olimpik Sarajevo | 0:0      |
| 25.10.2009 | Zrinjski Mostar – FK Sarajevo       | 1:1      |

| Datum      | 14. Runde                           | Ergebnis |
| ---------- | ----------------------------------- | -------- |
| 21.11.2009 | NK Travnik – Modriča Maksima        | 6:5      |
| 21.11.2009 | FK Sarajevo – FK Rudar              | 3:0      |
| 21.11.2009 | FK Laktaši – Željezničar Sarajevo   | 0:1      |
| 21.11.2009 | Leotar Trebinje – Slavija Sarajevo  | 2:1      |
| 21.11.2009 | Čelik Zenica – Zrinjski Mostar      | 4:1      |
| 22.11.2009 | Široki Brijeg – Zvijezda Gradačac   | 5:0      |
| 22.11.2009 | Velež Mostar – Sloboda Tuzla        | 1:0      |
| 22.11.2009 | Olimpik Sarajevo – Borac Banja Luka | 1:2      |

| Datum      | 3. Runde                                 | Ergebnis |
| ---------- | ---------------------------------------- | -------- |
| 15.08.2009 | FK Laktaši – Modriča Maksima             | 1:1      |
| 15.08.2009 | Leotar Trebinje – Sloboda Tuzla          | 1:1      |
| 15.08.2009 | Zvijezda Gradačac – Željezničar Sarajevo | 2:1      |
| 15.08.2009 | Široki Brijeg – FK Rudar                 | 1:0      |
| 15.08.2009 | FK Sarajevo – Velež Mostar               | 1:1      |
| 15.08.2009 | Čelik Zenica – Borac Banja Luka          | 0:1      |
| 16.08.2009 | Olimpik Sarajevo – NK Travnik            | 1:0      |
| 16.08.2009 | Zrinjski Mostar – Slavija Sarajevo       | 0:0      |

| Datum      | 6. Runde                           | Ergebnis |
| ---------- | ---------------------------------- | -------- |
| 12.09.2009 | NK Travnik – Željezničar Sarajevo  | 0:0      |
| 12.09.2009 | FK Rudar – Slavija Sarajevo        | 1:0      |
| 12.09.2009 | Sloboda Tuzla – Zvijezda Gradačac  | 1:0      |
| 12.09.2009 | Modriča Maksima – Široki Brijeg    | 2:4      |
| 12.09.2009 | Velež Mostar – Čelik Zenica        | 0:0      |
| 12.09.2009 | FK Sarajevo – FK Laktaši           | 3:1      |
| 12.09.2009 | Borac Banja Luka – Zrinjski Mostar | 3:0      |
| 13.09.2009 | Olimpik Sarajevo – Leotar Trebinje | 1:0      |

| Datum      | 9. Runde                             | Ergebnis |
| ---------- | ------------------------------------ | -------- |
| 03.10.2009 | Leotar Trebinje – NK Travnik         | 2:0      |
| 03.10.2009 | Čelik Zenica – FK Laktaši            | 2:1      |
| 03.10.2009 | Zvijezda Gradačac – Olimpik Sarajevo | 3:4      |
| 03.10.2009 | FK Rudar – Borac Banja Luka          | 1:0      |
| 03.10.2009 | Željezničar Sarajevo – Sloboda Tuzla | 4:1      |
| 04.10.2009 | Zrinjski Mostar – Velež Mostar       | 2:1      |
| 04.10.2009 | Slavija Sarajevo – Modriča Maksima   | 4:1      |
| 04.11.2009 | Široki Brijeg – FK Sarajevo          | 2:0      |

| Datum      | 12. Runde                               | Ergebnis |
| ---------- | --------------------------------------- | -------- |
| 31.10.2009 | NK Travnik – Sloboda Tuzla              | 4:0      |
| 31.10.2009 | Modriča Maksima – Borac Banja Luka      | 1:0      |
| 31.10.2009 | FK Sarajevo – Slavija Sarajevo          | 2:0      |
| 31.10.2009 | FK Laktaši – Zrinjski Mostar            | 0:1      |
| 31.10.2009 | Leotar Trebinje – Zvijezda Gradačac     | 1:1      |
| 31.10.2009 | Čelik Zenica – Široki Brijeg            | 0:0      |
| 01.11.2009 | Velež Mostar – FK Rudar                 | 1:0      |
| 01.11.2009 | Olimpik Sarajevo – Željezničar Sarajevo | 0:2      |

| Datum      | 15. Runde                              | Ergebnis |
| ---------- | -------------------------------------- | -------- |
| 29.11.2009 | Zvijezda Gradačac – NK Travnik         | 1:0      |
| 29.11.2009 | Zrinjski Mostar – Široki Brijeg        | 4:1      |
| 29.11.2009 | Slavija Sarajevo – Čelik Zenica        | 1:0      |
| 29.11.2009 | Željezničar Sarajevo – Leotar Trebinje | 3:1      |
| 29.11.2009 | FK Rudar – FK Laktaši                  | 2:0      |
| 29.11.2009 | Borac Banja Luka – FK Sarajevo         | 0:1      |
| 29.11.2009 | Sloboda Tuzla – Olimpik Sarajevo       | 0:0      |
| 29.11.2009 | Modriča Maksima – Velež Mostar         | 1:1      |

### 2. Durchgang
| Datum      | 16. Runde                           | Ergebnis |
| ---------- | ----------------------------------- | -------- |
| 27.02.2010 | NK Travnik – Velež Mostar           | 2:1      |
| 27.02.2010 | Modriča Maksima – Olimpik Sarajevo  | 0:1      |
| 27.02.2010 | Sloboda Tuzla – FK Sarajevo         | 3:1      |
| 27.02.2010 | Borac Banja Luka – FK Laktaši       | 1:0      |
| 27.02.2010 | FK Rudar – Leotar Trebinje          | 0:0      |
| 27.02.2010 | Željezničar Sarajevo – Čelik Zenica | 4:1      |
| 28.02.2010 | Slavija Sarajevo – Široki Brijeg    | 3:2      |
| 28.02.2010 | Zrinjski Mostar – Zvijezda Gradačac | 0:1      |

| Datum      | 19. Runde                              | Ergebnis |
| ---------- | -------------------------------------- | -------- |
| 20.03.2010 | Zvijezda Gradačac – FK Rudar           | 1:0      |
| 20.03.2010 | Široki Brijeg – Borac Banja Luka       | 0:0      |
| 20.03.2010 | Čelik Zenica – Sloboda Tuzla           | 2:1      |
| 20.03.2010 | Leotar Trebinje – Modriča Maksima      | 3:1      |
| 20.03.2010 | FK Laktaši – Velež Mostar              | 3:1      |
| 20.03.2010 | FK Sarajevo – Olimpik Sarajevo         | 2:1      |
| 21.03.2010 | Zrinjski Mostar – Željezničar Sarajevo | 1:1      |
| 21.03.2010 | Slavija Sarajevo – NK Travnik          | 1:1      |

| Datum      | 22. Runde                           | Ergebnis |
| ---------- | ----------------------------------- | -------- |
| 10.04.2010 | NK Travnik – FK Laktaši             | 2:2      |
| 10.04.2010 | FK Sarajevo – Leotar Trebinje       | 3:0      |
| 10.04.2010 | Velež Mostar – Široki Brijeg        | 1:0      |
| 10.04.2010 | Modriča Maksima – Zvijezda Gradačac | 0:1      |
| 10.04.2010 | Sloboda Tuzla – Zrinjski Mostar     | 2:0      |
| 10.04.2010 | Borac Banja Luka – Slavija Sarajevo | 3:1      |
| 10.04.2010 | FK Rudar – Željezničar Sarajevo     | 0:2      |
| 11.04.2010 | Olimpik Sarajevo – Čelik Zenica     | 0:0      |

| Datum      | 25. Runde                              | Ergebnis |
| ---------- | -------------------------------------- | -------- |
| 24.04.2010 | Čelik Zenica – Leotar Trebinje         | 0:1      |
| 24.04.2010 | FK Rudar – Sloboda Tuzla               | 1:0      |
| 24.04.2010 | Željezničar Sarajevo – Modriča Maksima | 3:0      |
| 25.04.2010 | Slavija Sarajevo – Velež Mostar        | 2:0      |
| 25.04.2010 | Zrinjski Mostar – Olimpik Sarajevo     | 3:0      |
| 25.04.2010 | Široki Brijeg – FK Laktaši             | 3:0      |
| 25.04.2010 | Zvijezda Gradačac – FK Sarajevo        | 2:1      |
| 25.04.2010 | Borac Banja Luka – NK Travnik          | 1:0      |

| Datum      | 28. Runde                          | Ergebnis |
| ---------- | ---------------------------------- | -------- |
| 15.05.2010 | NK Travnik – Široki Brijeg         | 1:2      |
| 15.05.2010 | Čelik Zenica – Zvijezda Gradačac   | 4:2      |
| 15.05.2010 | Leotar Trebinje – Zrinjski Mostar  | 2:3      |
| 15.05.2010 | FK Laktaši – Slavija Sarajevo      | 4:1      |
| 15.05.2010 | FK Sarajevo – Željezničar Sarajevo | 0:0      |
| 15.05.2010 | Olimpik Sarajevo – FK Rudar        | 3:1      |
| 15.05.2010 | Velež Mostar – Borac Banja Luka    | 2:0      |
| 15.05.2010 | Modriča Maksima – Sloboda Tuzla    | 0:4      |

| Datum      | 17. Runde                            | Ergebnis |
| ---------- | ------------------------------------ | -------- |
| 06.03.2010 | Zvijezda Gradačac – Slavija Sarajevo | 2:3      |
| 06.03.2010 | Čelik Zenica – FK Rudar              | 3:0      |
| 06.03.2010 | Leotar Trebinje – Borac Banja Luka   | 2:1      |
| 06.03.2010 | FK Laktaši – Sloboda Tuzla           | 2:0      |
| 06.03.2010 | FK Sarajevo – Modriča Maksima        | 2:0      |
| 07.03.2010 | Olimpik Sarajevo – Velež Mostar      | 1:0      |
| 07.03.2010 | Široki Brijeg – Željezničar Sarajevo | 0:2      |
| 07.03.2010 | Zrinjski Mostar – NK Travnik         | 2:0      |

| Datum      | 20. Runde                               | Ergebnis |
| ---------- | --------------------------------------- | -------- |
| 27.03.2010 | NK Travnik – FK Sarajevo                | 1:0      |
| 27.03.2010 | Velež Mostar – Leotar Trebinje          | 6:2      |
| 27.03.2010 | Modriča Maksima – Čelik Zenica          | 0:1      |
| 27.03.2010 | FK Rudar – Zrinjski Mostar              | 2:0      |
| 27.03.2010 | Željezničar Sarajevo – Slavija Sarajevo | 2:0      |
| 28.03.2010 | Sloboda Tuzla – Široki Brijeg           | 1:0      |
| 28.03.2010 | Olimpik Sarajevo – FK Laktaši           | 0:0      |
| 28.03.2010 | Borac Banja Luka – Zvijezda Gradačac    | 2:0      |

| Datum      | 23. Runde                               | Ergebnis |
| ---------- | --------------------------------------- | -------- |
| 17.04.2010 | FK Rudar – NK Travnik                   | 2:0      |
| 17.04.2010 | Željezničar Sarajevo – Borac Banja Luka | 4:2      |
| 17.04.2010 | Zrinjski Mostar – Modriča Maksima       | 4:0      |
| 17.04.2010 | Zvijezda Gradačac – Velež Mostar        | 2:1      |
| 17.04.2010 | Čelik Zenica – FK Sarajevo              | 0:0      |
| 17.04.2010 | Leotar Trebinje – FK Laktaši            | 3:1      |
| 18.04.2010 | Široki Brijeg – Olimpik Sarajevo        | 2:2      |
| 18.04.2010 | Slavija Sarajevo – Sloboda Tuzla        | 2:1      |

| Datum      | 26. Runde                           | Ergebnis |
| ---------- | ----------------------------------- | -------- |
| 30.04.2010 | NK Travnik – Čelik Zenica           | 2:1      |
| 30.04.2010 | Sloboda Tuzla – Borac Banja Luka    | 2:0      |
| 01.05.2010 | Leotar Trebinje – Široki Brijeg     | 0:1      |
| 01.05.2010 | FK Sarajevo – Zrinjski Mostar       | 3:0      |
| 01.05.2010 | Modriča Maksima – FK Rudar          | 1:2      |
| 01.05.2010 | Velež Mostar – Željezničar Sarajevo | 0:2      |
| 02.05.2010 | Olimpik Sarajevo – Slavija Sarajevo | 3:0      |
| 02.05.2010 | FK Laktaši – Zvijezda Gradačac      | 1:0      |

| Datum      | 29. Runde                           | Ergebnis |
| ---------- | ----------------------------------- | -------- |
| 15.05.2010 | Modriča Maksima – NK Travnik        | 0:2      |
| 15.05.2010 | Sloboda Tuzla – Velež Mostar        | 2:0      |
| 15.05.2010 | Borac Banja Luka – Olimpik Sarajevo | 0:2      |
| 15.05.2010 | FK Rudar – FK Sarajevo              | 2:2      |
| 15.05.2010 | Željezničar Sarajevo – FK Laktaši   | 4:1      |
| 15.05.2010 | Slavija Sarajevo – Leotar Trebinje  | 2:0      |
| 15.05.2010 | Zrinjski Mostar – Čelik Zenica      | 2:0      |
| 15.05.2010 | Zvijezda Gradačac – Široki Brijeg   | 1:1      |

| Datum      | 18. Runde                                | Ergebnis |
| ---------- | ---------------------------------------- | -------- |
| 17.03.2010 | NK Travnik – Olimpik Sarajevo            | 1:0      |
| 17.03.2010 | Velež Mostar – FK Sarajevo               | 1:0      |
| 17.03.2010 | Modriča Maksima – FK Laktaši             | 0:2      |
| 17.03.2010 | Sloboda Tuzla – Leotar Trebinje          | 1:0      |
| 17.03.2010 | Borac Banja Luka – Čelik Zenica          | 2:1      |
| 17.03.2010 | FK Rudar – Široki Brijeg                 | 1:1      |
| 17.03.2010 | Željezničar Sarajevo – Zvijezda Gradačac | 2:0      |
| 17.03.2010 | Slavija Sarajevo – Zrinjski Mostar       | 0:2      |

| Datum      | 21. Runde                          | Ergebnis |
| ---------- | ---------------------------------- | -------- |
| 03.04.2010 | Željezničar Sarajevo – NK Travnik  | 2:0      |
| 03.04.2010 | Slavija Sarajevo – FK Rudar        | 2:0      |
| 03.04.2010 | Zrinjski Mostar – Borac Banja Luka | 3:0      |
| 03.04.2010 | Zvijezda Gradačac – Sloboda Tuzla  | 2:2      |
| 03.04.2010 | Široki Brijeg – Modriča Maksima    | 2:0      |
| 03.04.2010 | Čelik Zenica – Velež Mostar        | 2:1      |
| 03.04.2010 | Leotar Trebinje – Olimpik Sarajevo | 0:0      |
| 03.04.2010 | FK Laktaši – FK Sarajevo           | 2:1      |

| Datum      | 24. Runde                            | Ergebnis |
| ---------- | ------------------------------------ | -------- |
| 21.04.2010 | NK Travnik – Leotar Trebinje         | 2:2      |
| 21.04.2010 | FK Laktaši – Čelik Zenica            | 2:0      |
| 21.04.2010 | FK Sarajevo – Široki Brijeg          | 1:1      |
| 21.04.2010 | Borac Banja Luka – FK Rudar          | 1:0      |
| 21.04.2010 | Velež Mostar – Zrinjski Mostar       | 0:0      |
| 21.04.2010 | Modriča Maksima – Slavija Sarajevo   | 2:0      |
| 21.04.2010 | Sloboda Tuzla – Željezničar Sarajevo | 1:0      |
| 22.04.2010 | Olimpik Sarajevo – Zvijezda Gradačac | 1:0      |

| Datum      | 27. Runde                               | Ergebnis |
| ---------- | --------------------------------------- | -------- |
| 08.05.2010 | Sloboda Tuzla – NK Travnik              | 2:1      |
| 08.05.2010 | FK Rudar – Velež Mostar                 | 2:0      |
| 08.05.2010 | Zvijezda Gradačac – Leotar Trebinje     | 5:0      |
| 09.05.2010 | Željezničar Sarajevo – Olimpik Sarajevo | 2:0      |
| 09.05.2010 | Slavija Sarajevo – FK Sarajevo          | 0:4      |
| 09.05.2010 | Zrinjski Mostar – FK Laktaši            | 2:1      |
| 09.05.2010 | Borac Banja Luka – Modriča Maksima      | 4:0      |
| 09.05.2010 | Široki Brijeg – Čelik Zenica            | 2:1      |

| Datum      | 30. Runde                              | Ergebnis |
| ---------- | -------------------------------------- | -------- |
| 26.05.2010 | NK Travnik – Zvijezda Gradačac         | 4:1      |
| 26.05.2010 | Široki Brijeg – Zrinjski Mostar        | 2:1      |
| 26.05.2010 | Čelik Zenica – Slavija Sarajevo        | 3:1      |
| 26.05.2010 | Leotar Trebinje – Željezničar Sarajevo | 3:3      |
| 26.05.2010 | FK Laktaši – FK Rudar                  | 2:0      |
| 26.05.2010 | FK Sarajevo – Borac Banja Luka         | 3:0      |
| 26.05.2010 | Olimpik Sarajevo – Sloboda Tuzla       | 1:0      |
| 26.05.2010 | Velež Mostar – Modriča Maksima         | 1:0      |

## Torschützenliste
| Pl. | Name              | Team                    | Tore |
| --- | ----------------- | ----------------------- | ---- |
| 1.  | Feđa Dudić        | NK Travnik              | 16   |
| 2.  | Samir Bekrić      | FK Željezničar Sarajevo | 15   |
| 3.  | Juan Manuel Varea | NK Široki Brijeg        | 14   |
| 4.  | Adin Džafić       | FK Velež Mostar         | 13   |
| 4.  | Alen Škoro        | FK Sarajevo             | 13   |
| 6.  | Elvir Čolić       | FK Velež Mostar         | 10   |
| 6.  | Krešimir Kordić   | FK Slavija Sarajevo     | 10   |
| 6.  | Alen Mešanović    | FK Željezničar Sarajevo | 10   |